# Daniel McBreen
Daniel James McBreen (* 23. April 1977 in Burnley, England) ist ein australischer ehemaliger Fußballspieler.

## Vereinskarriere
Seine erste Station im Profifußball war Newcastle United Jets in Australien. In der Saison 2000/01 erzielte er in 23 Spielen, sechs Tore. In der darauffolgenden Saison erreichte er die mit Newcastle die A-League Finals und  spielte in dieser Saison insgesamt 13-mal,  und erzielte dabei drei Tore. Zur Saison 2005/06 unterschrieb er einen Vertrag in der ersten schottischen Liga, beim FC Falkirk. Nach einer Saison in Schottland schloss er sich dem englischen League-One-Verein Scunthorpe United an. In England kam er auf sieben Liga-Einsätze und ein Spiel im FA Cup. In der Saison 2007/08 folgte erneut ein kurzes Gastspiel in Schottland beim FC St. Johnstone. Im Sommer 2009 kehrte er zurück nach Australien und unterschrieb einen Vertrag bei North Queensland Fury. Nach nur einem halben Jahr bei Fury wechselte er im Tausch mit James Downey zu Perth Glory und spielte in dieser Saison mit Perth in den A-League-Finals, schied dort allerdings gegen Wellington Phoenix aus. Im August 2010 wechselte er zum Ligakonkurrenten Central Coast Mariners. Gleich in seiner ersten Saison bei den Mariners erreichten sie das Play-off-Finale, das allerdings im Elfmeterschießen gegen Brisbane Roar verloren wurde. In den Jahren 2012 und 2013 erreichte er mit den Mariners erneut die Finals. In der Saison 2012/13 wurde er mit 27 Toren Torschützenkönig. Von Juni bis Oktober 2013 wechselte er für drei Monate auf Leihbasis nach China zu Shanghai East Asia. Zur Saison 2013/14 kehrte er wieder zu den Mariners zurück.
Am 31. Januar 2014 unterzeichnete McBreen einen Einjahresvertrag bei Shanghai East Asia. Die Ablösesumme betrug ca. 250.000 australische Dollar. Im Januar 2015 wechselte er zu South China AA in die Hong Kong Premier League. Sein Kontrakt dort endete im Mai 2015. Eine letzte Saison spielte er bei Edgeworth FC in einer der zweiten australischen Ligen.